# Cheiry
Cheiry är en ort i kommunen Surpierre i kantonen Fribourg, Schweiz. Orten var före den 1 januari 2021 en egen kommun, men inkorporerades då in i kommunen Surpierre.

## Historia
Kommunen hade 241 invånare år 1811, som ökade till 298, år 1850 och till 303, år 1880.
Den 1 januari 2005 inkorporerades kommunen Chapelle in i den dåvarande kommunen Cheiry.